# Monument aux Hanovriens
Le Monument aux Hanovriens est un monument érigé sur le champ de bataille de Waterloo à la mémoire de 42 officiers de la légion anglo-germanique des Hanovriens morts pendant les attaques françaises de la ferme de la Haie Sainte.

## Localisation
Le Monument aux Hanovriens se situe à Plancenoit, sur le territoire de la commune belge de Lasne, dans la province du Brabant wallon.
Il se dresse à environ 500 m à l'est de la Butte du Lion, au sud-est du carrefour de la chaussée de Charleroi et de la route du Lion, face au Monument Gordon. « Ces deux monuments se trouvent sur des tertres dont la hauteur indique le niveau primitif du terrain. Les terres enlevées ont servi à former la butte du Lion. Le niveau de la grand'route a aussi été abaissé dans la suite au moyen d'une tranchée, pour adoucir la pente ». Non loin se dresse également la ferme de la Haie Sainte.

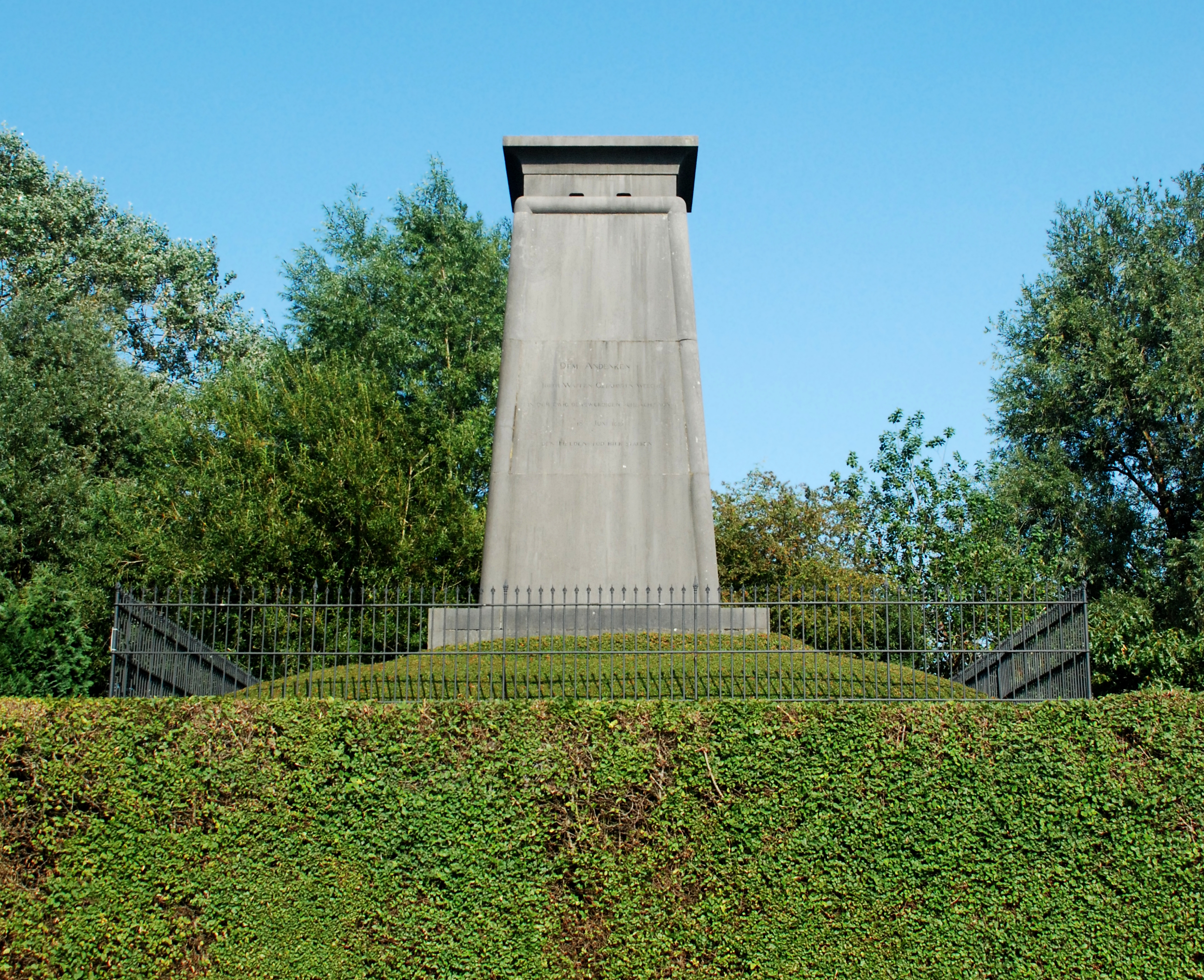
Le monument vu du sud.

## Historique
Le monument a été édifié en 1818 par les officiers de la légion anglo-germanique des Hanovriens en hommage à 42 des leurs morts pendant les attaques françaises de la ferme de la Haie Sainte.
Cette légion de l'armée britannique, appelée King's German Legion, était constituée de bataillons de soldats Hanovriens qui, après l'invasion du Hanovre par l'armée française, avaient émigré au Royaume-Uni, le Hanovre, la Grande-Bretagne et l'Irlande ayant le même souverain depuis que l'électeur de Hanovre Georg-Ludwig était devenu roi d'Angleterre sous le nom de George Ier en 1714.

## Description

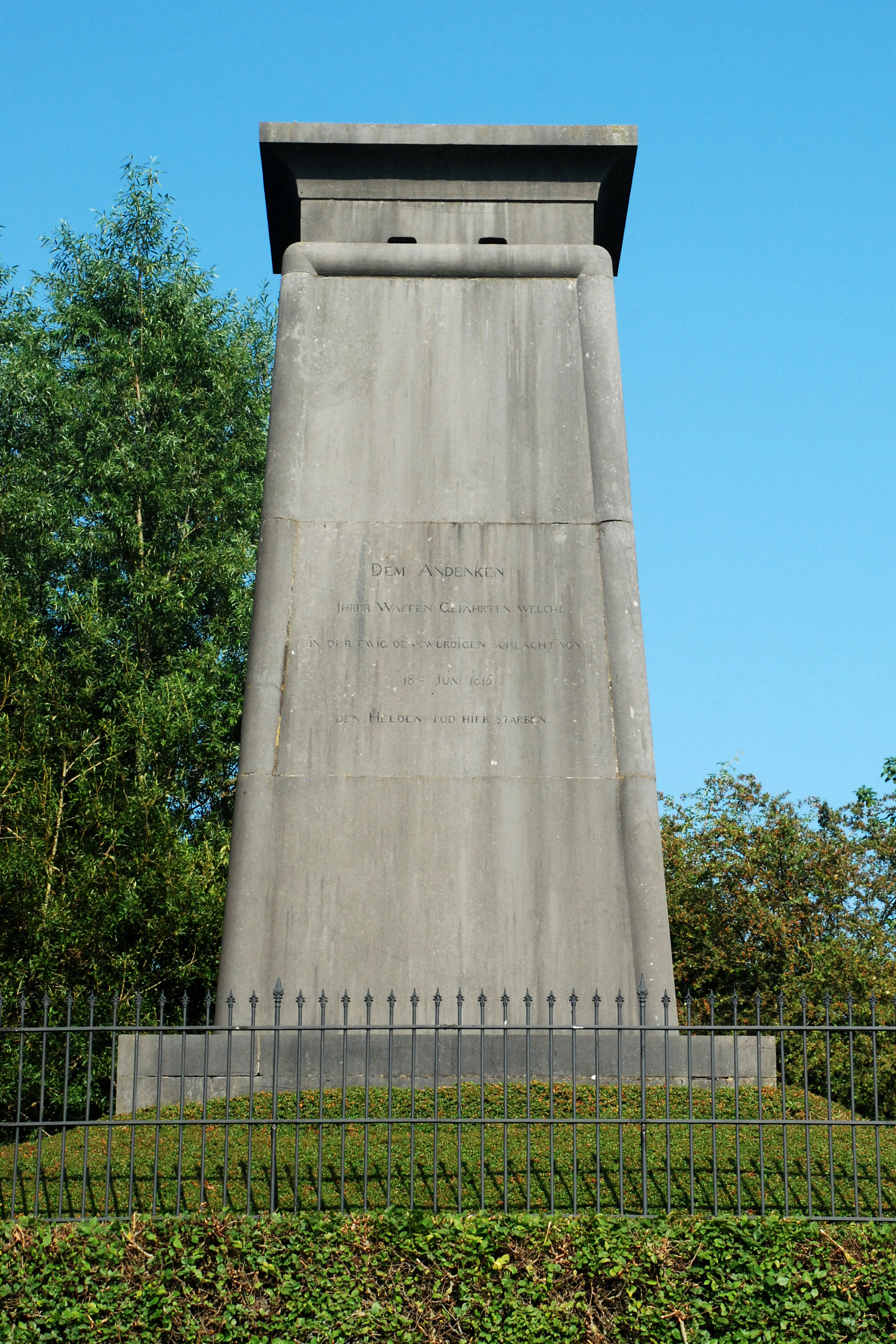
La face ouest.

Le monument est une stèle commémorative de style éclectique en pierre bleue en bronze d'environ 5m de haut.
Dressé sur un tertre, il est constitué d'un socle plat surmonté d'une pyramide tronquée en pierre bleue, encadré d'une moulure cylindrique et surmontée d'un couronnement rectangulaire.

## Inscriptions
Les différentes faces de la pyramide rendent hommage aux officiers morts sur le champ de bataille.

### Face ouest
« Dem Andenken
     
Ihrer Waffen Gefährten Welche
 
In Der Ewig Denkwürdigen Schlacht Von
 
18ten Juni 1815
 
Den Helden Tod Hier Starben »

Traduction :

« En souvenir

de vos compagnons d'armes lesquels

dans la bataille à jamais mémorable du

18 juin 1815

moururent ici en héros. »

### Face sud
« 1rsten Linien Bataillon

Hauptmann Brigade major August von Saffe

Hauptmann Carl von Holle

Fähndrich Hartwig von Lucken

2tes Linien Bataillon

Obristlieutenant Johan von Schröder

Hauptmann Georg Thilee

3tes Linien Bataillon

Hauptmann Friedrich Diedel

Lieutenant Friedrich von Jeinsen

Lieutenant Friedrich Leschen

4tes Linien Bataillon

Major Georg Chüden

Major Georg Leue

Fahndrich Theodor Cronhelm

5tes Linien Bataillon

Hauptmann Christian von Wurmb

Lieutenant und Adjudant Ludwig Schuk

8tes Linien Bataillon

Hauptmann August von Voigl

Hauptmann Fr. von Westernhagen

Lieutenant Wilhelm von Marenholz

Artillerie

Lieutenant Carl von Schulzen

Gewidmet

von den officieren der Königlich Gross Brittannisch

Deutschen Legion »